# 夏延韦尔斯 (科罗拉多州)
夏延韦尔斯（英語：Cheyenne Wells），是美国科罗拉多州夏延县下属的一座城市。建市于1890年5月14日，面积大约为1.07平方英里（2.77平方公里）。根据2010年美国人口普查，该市有人口846人。2011年估计该市有人口864人，相比2010年人口增长率为2.13%。同时，论人口该市是科罗拉多州第156大城市。